# 14499 Satotoshio
14499 Satotoshio eller 1994 VR1 är en asteroid i huvudbältet som upptäcktes den 15 november 1994 av de båda japanska astronomerna Kazuro Watanabe och Kin Endate vid Kitami-observatoriet. Den är uppkallad efter den japanske amatörastronomen Toshio Sato.
Asteroiden har en diameter på ungefär 2 kilometer.